# Nie ma nadziei, nie ma strachu
Nie ma nadziei, nie ma strachu – demo polskiego zespołu Frontside wydane w 1994 roku.

## Lista utworów
1. Intro
2. Siedem
3. Ktoś
4. Teraz
5. Brud
6. Wspomnienia
7. Ślepcy
8. Bez odpowiedzi
9. Kiedyś
10. Ciemny pokój
11. Sen
12. Ego